# Culinária de Goa

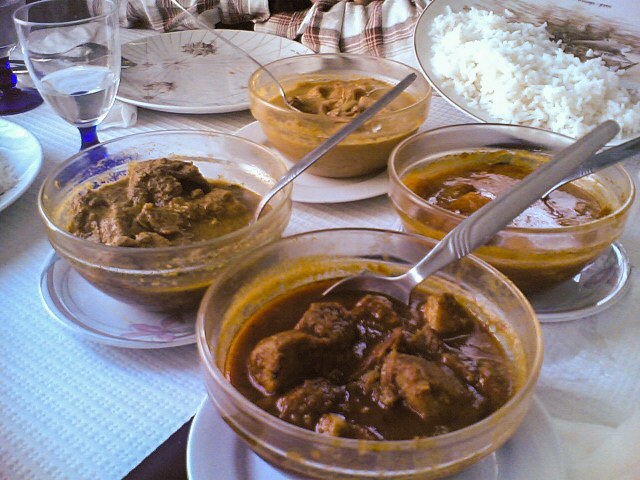
Vindalho (em primeiro plano), caril de lulas (ao fundo), chacuti (à esquerda) e balchão (à direita).

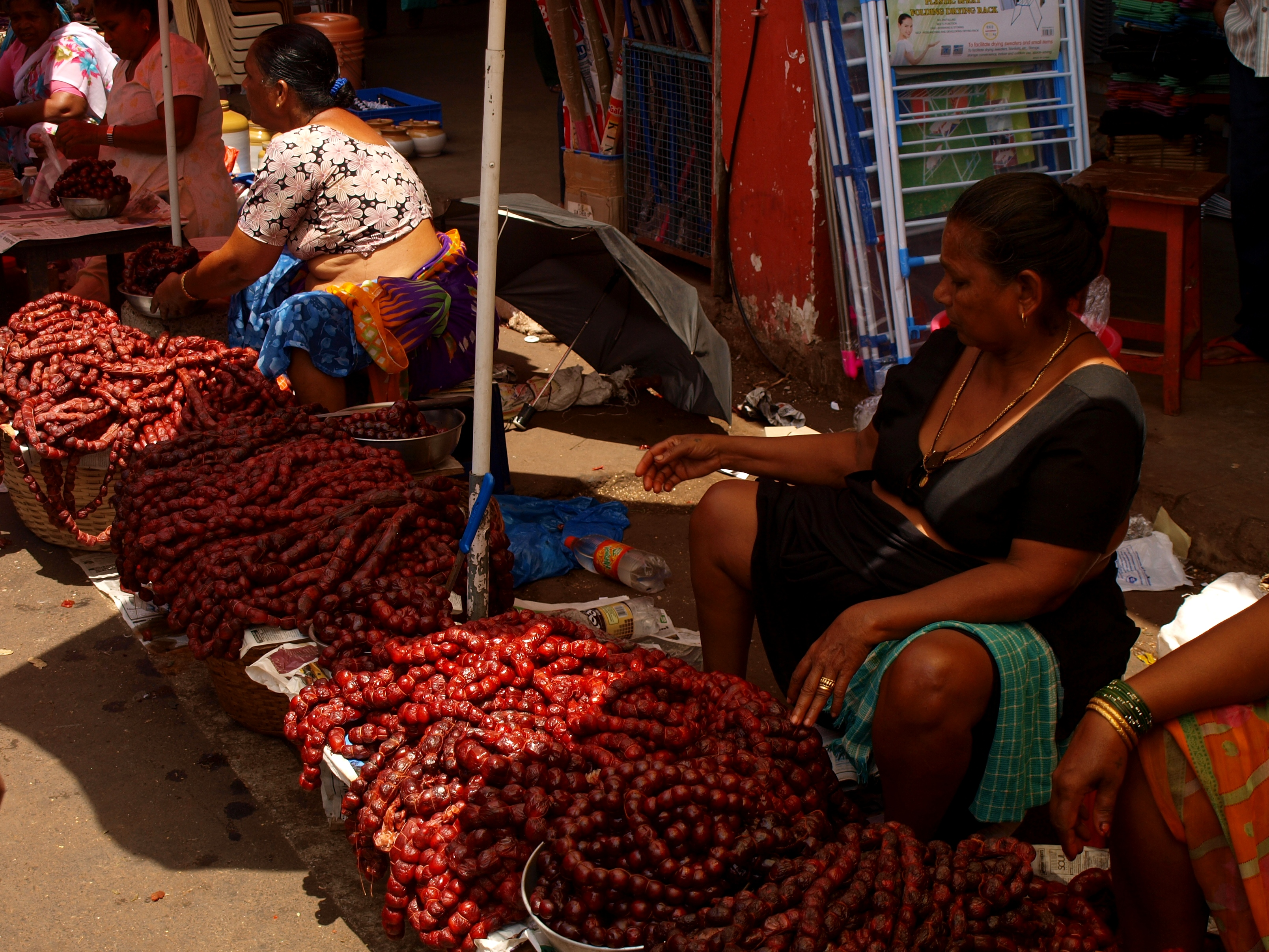
Preparação e venda de chouriço goês em Mapuçá.

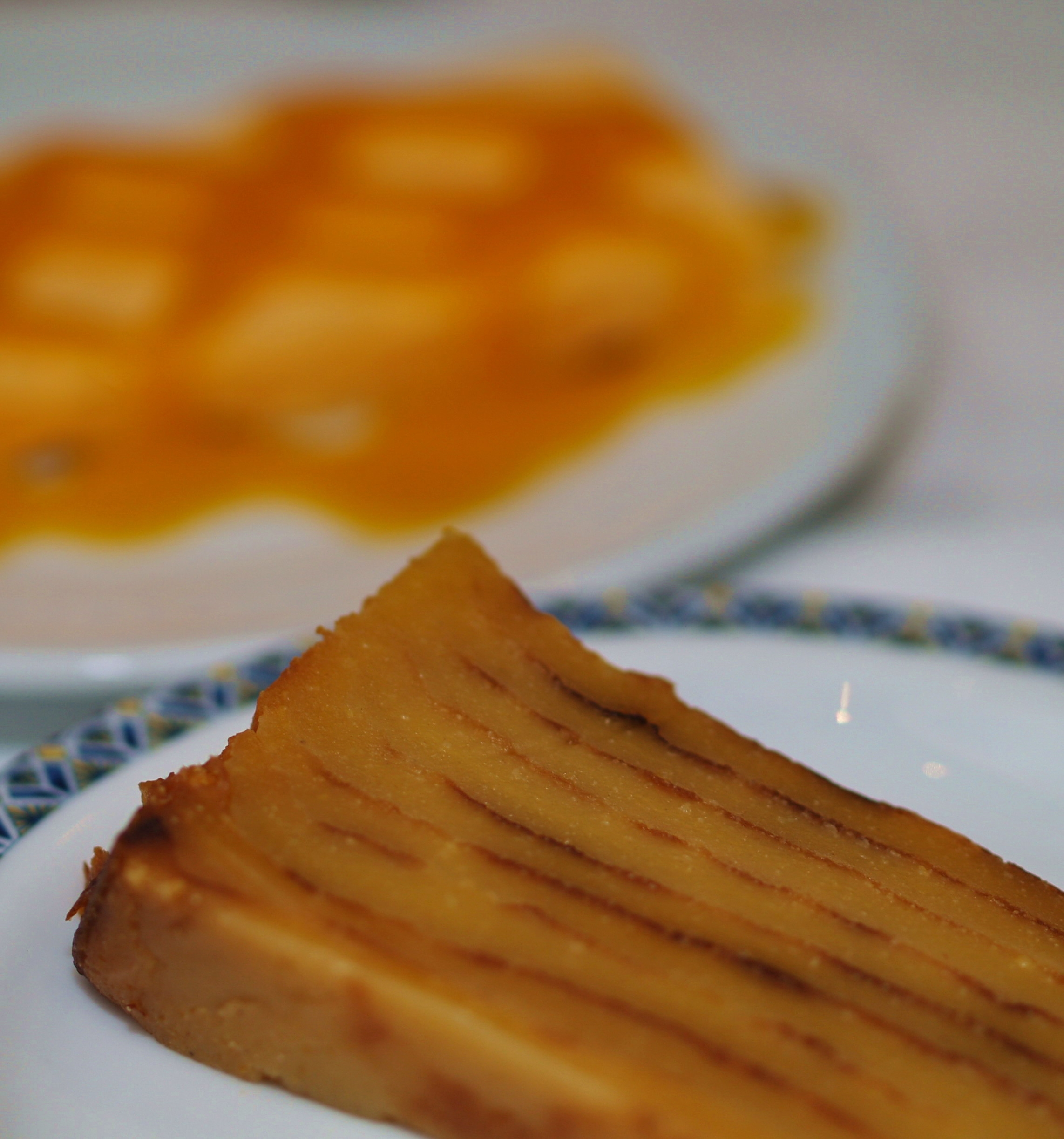
Bebinca

Culinária de Goa ou culinária indo-portuguesa são designações da culinária das regiões indianas de Goa, Damão e Diu, outrora pertencentes ao Estado Português da Índia. Com 5 séculos de existência e evolução, esta culinária apresenta a particularidade de fundir elementos da culinária de Portugal com elementos da culinária da Índia, constituindo uma culinária autónoma por direito próprio.
Para além das influências naturais das artes culinárias de Portugal e da Índia, Goa absorveu também produtos oriundos de outras partes do mundo de língua portuguesa, como, por exemplo, o quiabo, oriundo da África e muito usado em Angola
.
Antes da chegada dos portugueses, não havia qualquer sopa em qualquer das regiões da Índia, pelo que esta constitui um bom exemplo da assimilação local dos hábitos culinários portugueses. Algumas das sopas goesas mais conhecidas são a chamada sopa de cabeça de peixe e a canja de Goa.
No campo dos vegetais, para além do quiabo, que é utilizado em algumas receitas de caril, a culinária de Goa faz também uso do repolho, do feijão-verde, da couve-flor, do espinafre e da beringela, entre outros, com a particularidade de muito frequentemente serem cozidos em leite de coco, dada a abundância de coqueiros do sudeste asiático. Existem também pratos vegetarianos, como o samarém.
No que diz respeito aos temperos, distingue-se da culinária de Portugal pelo uso de temperos mais fortes, como o picante, e pelo uso abundante das especiarias, que conferem aos pratos em que são utilizadas um cheiro intenso e agradável.
Relativamente às carnes, a culinária de Goa distingue-se da culinária indiana em geral pela utilização de carne de porco e de vaca. Para além da questão religiosa ancestral, existe atualmente também uma razão económica para a sua utilização, dado que é mais barata que, por exemplo, a carne de carneiro, que não é produzida em Goa, tendo que ser importada de outras partes da Índia. Alguns dos pratos mais emblemáticos utilizando carne de porco são o vindalho, o balchão e o sarapatel. A chamuça, um pastel local, é também um bom exemplo de uma receita à base de carne de porco. Utiliza-se também carne de galinha, como por exemplo no chacuti, de influência hindu, preparado com coco e especiarias, no caldinho e no caril de frango.
A utilização de carne de porco deu também origem ao chamado chouriço goês, com algumas semelhanças com os chouriços portugueses, mas significativamente mais picante.
O peixe também está presente na culinária de Goa, à semelhança da culinária portuguesa. Os pratos locais preparados com peixe ou outros frutos do mar incluem caril de peixe, caril de camarão, caril de caranguejo, caril de lulas, ambotic, cheque cheque, chetnim de bacalhau, caril de camarão com quiabos, almôndegas de camarão e suquém de amêijoa.
No que diz respeito aos acompanhamentos, para além do arroz branco, destacam-se também as apas, os paparis e os chapatis. O tempero pode ser ajustado ao gosto dos comensais com os chamados achares, de teor picante.
A doçaria apresenta também elementos de origem portuguesa, mais concretamente na doçaria conventual. A utilização  abundante de ovos é uma prova desta influência, como, por exemplo, no caso da conhecida bebinca. Por outro lado, o chetnim doce de manga apresenta elementos da culinária indiana.